# Потехин, Иван Павлович
Иван Павлович Потехин (7 сентября 1924, село Красное, ныне Кимовского района Тульской области — 17 апреля 2005, Тула) — Герой Советского Союза, гвардии сержант, разведчик.

## Биография
Родился 7 сентября 1924 в крестьянской семье. Русский.
В августе 1942 года был призван в ряды Красной Армии. На фронте с марта 1943 года. Воевал в разведке 53-й гвардейской танковой бригады (6-й гвардейский танковый корпус, 3-я гвардейская танковая армия, 1-й Украинский фронт). Участвовал в сражениях за Киев, освобождал Украину и Польшу. Был трижды ранен. Особо отличился в боях при форсировании реки Варта в Польше.
В ночь на 18 января 1945 года гвардии сержант Потехин в составе разведывательной группы одним из первых форсировал реку Варта у населённого пункта Кшечув (восточнее города Велюнь, Польша). В бою на плацдарме уничтожил много гитлеровцев и захватил пленного, который дал ценные сведения.
Указом Президиума Верховного Совета СССР от 10 апреля 1945 года за образцовое выполнение боевых заданий командования на фронте борьбы с немецко-фашистскими захватчиками и проявленные при этом мужество и героизм гвардии сержанту Потехину Ивану Павловичу присвоено звание Героя Советского Союза с вручением ордена Ленина и медали «Золотая Звезда».
Демобилизован в 1945 году. Член КПСС с 1952 года. Окончил Московский горный институт (сегодня – Горный институт НИТУ «МИСиС») в 1965 году.
Трудился на рудниках в Бурятии, маркшейдером на вольфрамо-молибденовом комбинате в городе Закаменске, начальником отдела Тульского округа Госгортехнадзора.
Умер 17 апреля 2005, не дожив несколько дней до 60-летия Победы.

## Награды
- Звание Герой Советского Союза присвоено 10 апреля 1945:
  - орден Ленина,
  - медаль «Золотая Звезда»;
- два ордена Красного Знамени;
- орден Отечественной войны 1-й степени;
- два ордена Красной Звезды[2].

## Память
- Именем Ивана Павловича Потехина названа улица в городе Кимовск[2].
- Решением Кимовского муниципального Совета от 13.12.2000 года Ивану Павловичу присвоено звание «Почётный гражданин муниципального образования „Город Кимовск и Кимовский район Тульской области“»[5].
- В музее школы № 56 города Тулы открыт мемориальный уголок И. П. Потехина[6].
- 24 апреля 2015 года в Туле была открыта мемориальная доска[7][8].
- 16.05. 2020 Установка памятной доски Потехину ИП .в его родной деревне Красное Тульской области.